# فرنسيس ويست
فرنسيس ويست (بالإنجليزية: Francis West)‏ هو شريف أمريكي، ولد في 1711، وتوفي في 28 يونيو 1796.